# Stemmer Windmühle
Die Stemmer Windmühle, amtlich Windmühle bei Stemmen, war eine Bockwindmühle auf dem Stemmer Berg zwischen Stemmen und Göxe, zwei Stadtteilen von Barsinghausen in der Region Hannover in Niedersachsen.

## Geschichte
Die seit dem Jahr 1680 aktenkundige Mühle war ursprünglich eine private Mühle des Ritterguts Stemmen. Sie war zudem Zwangsmühle für die Dörfer Göxe und Ditterke, das heißt, die Bauern dieser beiden Orte mussten dort ihr Getreide mahlen lassen.
Die Bauern aus dem Dorf Stemmen durften die Windmühle zunächst nicht nutzen.
Stemmen und der Westteil des Stemmer Berges lagen nämlich im Amt Blumenau des Fürstentums Calenberg, des späteren Königreichs Hannover. Der Ostteil des Berges und die umliegenden Dörfer gehörten hingegen zum Amt Calenberg und später zum Amt Wennigsen.
Erst ab dem Jahr 1740 durften auch die Stemmer die Windmühle bei Stemmen nutzen, wofür sie eine jährliche Entschädigung von 12 Talern an die Amtsmühle Blumenau zu zahlen hatten.
Erst nach der Preußischen Annexion des Königreichs Hannover 1866 wurde um das Jahr 1869 der Mühlenzwang aufgehoben.
Die Mühle auf dem Stemmer Berg wurde bis zum Ersten Weltkrieg betrieben. Im Jahr 1928 machte sie ein Sturm funktionsuntüchtig. Die Ruine stand mindestens noch bis 1934.

## Nutzung von Mühlen in den Ämtern der Landdrostei Hannover im Raum des Dorfes Stemmen
Das Dorf Stemmen lag am Südrand des nordwestlich von Hannover gelegenen Amts Blumenau. Die westlich, südlich und östlich angrenzenden Dörfer gehörten zum Amt Calenberg.
Im Gebiet des Amts Blumenau waren mindestens seit dem 13. Jahrhundert Wassermühlen an der Leine in Gebrauch. Darunter waren die Amtsmühlen in Lohnde (bis 1658) und später in Blumenau. Die näher an Stemmen gelegenen Mühlen an einigen zur Leine fließenden kleinen Bächen litten wie zum Beispiel die Dunauer Wassermühle an der Haferriede immer öfter an der unzureichenden Wassermenge. Die erste Windmühle im heutigen Stadtgebiet von Seelze im Amt Blumenau wurde im Jahr 1684 zwischen Harenberg und Döteberg gebaut.
Im hügeligeren Süden des Amts Calenberg gab es an diversen Bächen Wassermühlen. Im nördlicheren Bereich wurden die ersten Windmühlen um die Mitte des 17. Jahrhunderts gebaut. 1647 bei Gehrden, 1651 bei Ronnenberg, 1662 bei Leveste und 1680 bei Stemmen.
Die Karten der bis 1784 veröffentlichten Kurhannoverschen Landesaufnahme stellen sämtliche Windmühlen in der Region als Bockwindmühlen dar.
Im 19. Jahrhundert und vor allem kurz nach der Aufhebung des Mühlenzwangs 1869 wurden in der Region Holländerwindmühlen errichtet.
Etwa seit dem Ersten Weltkrieg bis in die 1950er Jahre wurden die Windmühlen stillgelegt oder auf Motorbetrieb umgebaut.

## Nachfolgenutzung
Beim Windmühlenstandort auf dem Stemmer Berg stand von etwa 1989 bis zum Winter 2014/15 mit einer AN Bonus 100/30 eine der ersten Windkraftanlagen in der Region.
Das benachbarte Wohngebäude gehört zu einer ehemaligen Gärtnerei.